# IC 3637
IC 3637 је лентикуларна галаксија у сазвјежђу Береникина коса која се налази на листи објеката дубоког неба у Индекс каталогу.
Деклинација објекта је + 14° 42' 54" а ректасцензија 12h 40m 19,4s. Привидна величина (магнитуда) објекта IC 3637 износи 14,2 а фотографска магнитуда 14,8. IC 3637 је још познат и под ознакама CGCG 99-107, VCC 1836, PGC 42443.